# Sint-Romboutskathedraal
De Sint-Romboutskathedraal in Mechelen is de hoofdkerk van het aartsbisdom Mechelen-Brussel. Als zetel van de metropoliet van de Belgische kerkprovincie is zij de metropolitane kerk van België. De kathedraal is vooral beroemd vanwege de ruim 97 meter hoge toren met zijn twee beiaarden. De toren is als onderdeel van een groep van 56 belforten en kerktorens in België en Frankrijk opgenomen op de lijst van werelderfgoed ID 943-016 van UNESCO.

## Bouwgeschiedenis
De kathedraal is gewijd aan de Ierse missionaris Sint-Rombout of Rumoldus. Het gebouw is een driebeukige kruiskerk waarvan de bouw startte in de 13e eeuw. In die tijd werden het dwarsschip, het schip en drie traveeën van het koor gebouwd. De kerk werd in 1312 gewijd. Zij had de functie van een collegiale kerk.
Rond 1335 begon een nieuwe bouwcampagne, waarbij de middenbeuk hoger werd opgetrokken en het koor verder werd vergroot. Er werd een kooromgang met zeven straalkapellen bij gebouwd. Mogelijk is deze aanbouw ontworpen door bouwmeester Jean d'Oisy. Het gewelf van het koor was in 1451 gereed. Vervolgens ging alle aandacht uit naar de bouw van de toren (zie onder). Ten slotte werden rond het jaar 1500 de kapellen aan de noordelijke schipzijbeuk toegevoegd.
Met de pauselijke bul Super universas werd in 1559 het bisdom Mechelen opgericht. De Sint-Romboutskerk werd toen bevorderd tot kathedraal. Tijdens de godsdienstoorlogen in de 16e eeuw is veel van het oude meubilair en het zilverwerk verloren gegaan. Bij de Engelse Furie in 1580 werd de inboedel verwoest. Het gebeente van Sint-Rombout, de patroonheilige van de stad, werd verstrooid maar weer verzameld door de vrome bevolking. Tijdens het calvinistische bewind tussen 1580 en 1585 werd de kerk voor de protestantse eredienst gebruikt en werd alles wat aan de roomse eredienst herinnerde verwijderd. Op 4 augustus 1585 kon de kerk gereconcilieerd worden.
De toren werd tijdens de Eerste Wereldoorlog beschadigd door een Duits artilleriebombardement, toen Belgische militairen ondanks een Duits ultimatum vanaf de toren met vlaggen signalen bleven geven naar het Fort van Walem. In 1972 richtte een brand opnieuw schade aan.
De gedeelten van de kerk die vanaf de 14e eeuw tot stand kwamen, gelden als het vroegste voorbeeld van de Brabantse gotiek. De hier toegepaste stijl kreeg navolging, onder meer in de vormgeving van het koor van de Sint-Gummaruskerk in Lier.

## Interieur

### Schip
Het schip is uitgevoerd in gotische stijl, op de zuilen staan beelden van de apostelen.
De naturalistische preekstoel uit eik is een voorbeeld van barokbeeldhouwkunst gesneden door Michiel van der Voort met de assistentie van Theodoor Verhaegen (1721-1723). Hij bevat zoveel verhalende elementen dat men eigenlijk nog nauwelijks over een meubel kan spreken. Als in een 'tableau vivant' is de bekering van Norbertus te zien, de kruisiging en de bekoring van Adam en Eva. Het klankbord is niets anders dan de kruin van de boom van de kennis van goed en kwaad. De architectonische onderdelen zijn zodanig geïntegreerd dat het niet meer mogelijk is ze van elkaar te onderscheiden. Oorspronkelijk was dit werk vervaardigd voor het Norbertinessenklooster van Leliëndaal. Na de vernieling van het klooster werd de preekstoel in 1809 overgebracht naar de kathedraal. Beeldhouwer Jean-François Van Geel voegde een nieuwe achterkant toe en bouwde de kansel rondom een zuil weer op. Een bewaard terracottamodel uit 1721 laat toe om deze veranderingen te herkennen.
Achteraan het schip staat een neogotisch doksaal met het groot kerkorgel. In de zijbeuk bevindt zich het altaarstuk van Christus aan het kruis geschilderd door Antoon van Dyck in 1630. Dit werk is afkomstig uit de Minderbroederskerk.

### Koor
Het hoogaltaar werd in 1665 uitgevoerd door Lucas Faydherbe. Deze beeldhouwer had een belangrijk aandeel in de barokke aankleding van de kathedraal. Van zijn hand is onder meer het grafmonument voor aartsbisschop Andreas Creusen, links van het hoofdaltaar. Er bevinden zich nog verscheidene andere grafmonumenten van aartsbisschoppen in de kathedraal, onder meer van Matthias Hovius. In de kooromgang hangen 33 wapenborden van het kapittel van de Orde van het Gulden Vlies in 1491; ze worden in 2022 gerestaureerd.
Andere schilderijen zijn onder meer van Abraham Janssens, Gaspar de Crayer en Michiel Coxie.

## Kerkschat
Tot de belangrijkste stukken behoort het groot schrijn van Sint-Rombout. Verschillende stukken edelsmeedwerk en liturgisch vaatwerk in neostijlen zijn bewaard. Bij de inval van de Fransen in 1792 en 1794 ging een deel van de zilverschat verloren. Ook de verzameling liturgisch textiel is zeer belangrijk en bevat verschillende grote pontificale gewaden voor liturgische diensten. Deze werden vaak besteld in opdracht van het metropolitaans kapittel. Tot de topstukken behoort ook een groot wit zijden gewaad geschonken aan kardinaal Mercier en een pontificaal gouden stel van kardinaal d'Alsace.

## De toren
De beroemde toren beheerst het stadsbeeld van Mechelen en geldt als een van de bekendste in België. De geplande hoogte was 600 Mechelse voet (ca. 167 meter). De bouw werd geleid door leden van het bouwmeestersgeslacht Keldermans waarbij de funderingswerken startten in 1449 en de eerste steen van de toren werd gelegd op 22 mei 1452 door communiemeester Jan Van Musene. Per jaar werd er ongeveer 1,5 meter aan de toren bijgebouwd.
De toren werd door geldproblemen niet voltooid volgens het oorspronkelijke plan. De godsdienstoorlogen slorpten veel geld op en de oude Zandpoort, waar buskruit in lag opgeslagen, ontplofte in 1546 waarbij een derde van de oude stad verwoest werd en 200 mensen omkwamen. Hierdoor verslechterde de financiële situatie nog meer. Men is nog wel begonnen met het eerste stuk van de achthoekige torenspits, dat is het deel vanaf de trans waar de torenwachter zijn ronde deed om branden in de stad op te sporen, maar rond 1520 is de bouw definitief stilgelegd op een hoogte van 97,28 meter.
De toren vertoont vele gelijkenissen met de Sint-Lievensmonstertoren in het Zeeuwse Zierikzee.

### Verdiepingen
De toren heeft zeven niveaus:

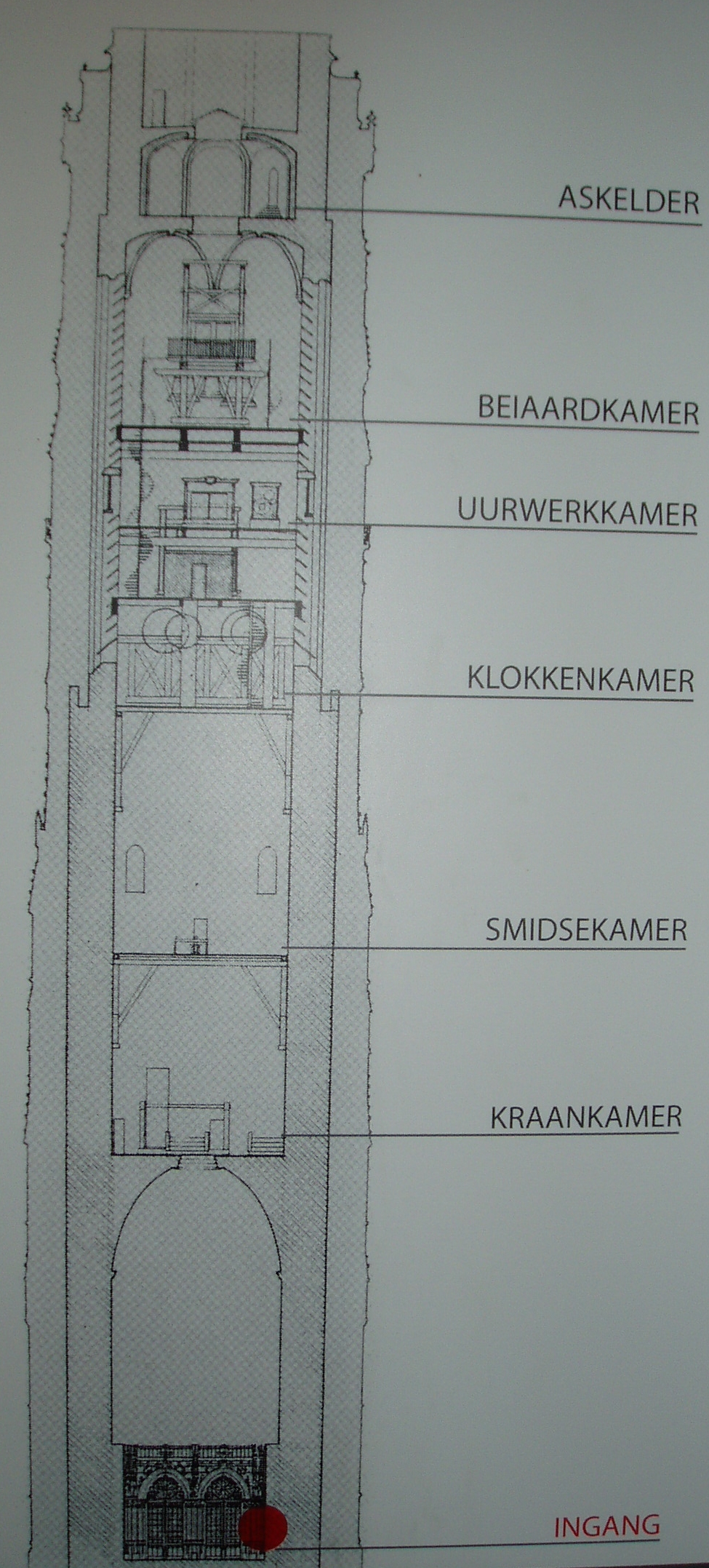
Doorsnede van de Sint-Romboutstoren.

1. De Kraankamer: dit is de ruimte waar het rad staat dat zware goederen kon optakelen, In deze kraankamer werd de kraan bediend door negen mensen die in het enorme tredrad liepen en zo de zware goederen omhoog hesen van de begane grond tot boven. Zo ook een aantal klokken maar niet alle, want enkele waren te groot voor het gat tussen de verdiepingen. Rumoldus was de grootste die er door kon. Karel en Salvator zijn langs de buitenkant opgehesen. In de gietrekening wordt alle materiaal genoemd wat men nodig had om de klok langs de buitenkant omhoog te takelen, bij de Salvator-klok duurde dat 3 dagen; paarden trokken richting de Katelijnestraat en iedere keer als er uitgerust werd blokkeerde een speciaal systeem het touw zodat de klok niet terug viel. Verder was er een hele constructie op de omloop er boven om de klok ver genoeg van de torenmuur te houden tijdens het hijsen. Men heeft 2 arduinen zuilen tijdelijk uit het galmgat verwijderd om de klokken naar binnen te halen. Het kanon met lood wat de speeltrommel aandrijft hangt ook in de kraankamer, de andere gewichten hingen daar vroeger ook. Men denkt er over dat weer zo te maken, dus met 2 val-kisten gevuld met zand en dakpanscherven in die kraankamer.
2. De Smidsekamer: dit is de ruimte waar de smid allerhande kleinere reparaties uitvoerde. Hier hangen dus nu nog de gewichten voor het uur- en slagwerk die in 2019 zijn vernieuwd.
3. De Klokkenkamer: dit is de eerste ruimte waar je klokken aantreft, een grote klokkenstoel uit 1758 waar de 6 basklokken in hangen; De grootste is Salvator (1844), daarop volgen Karel (1696), Rumoldus (1861), Sint-Jan Berchmans (1947) (was oorspronkelijk de Maria uit 1498), Magdalena (1697) en Libertus (1766); ze hebben hamers die verbonden zijn met de speeltrommel en de klepels in de klokken zijn verbonden met het beiaardvoetklavier (de pedalen), de klokken kunnen alle 6 ook luiden als de klepels eerst van de pedalen ontkoppeld worden. De luidklokken werden vroeger door de torenwachter en zijn helpers boven op de klokken met de voeten getreden om te worden geluid voor de vieringen in de kathedraal en ook in noodsituaties zoals brand of in tijd van oorlog. Er waren geen touwen en zelfs geen luidwiel naast de klok. In 1915 kreeg de grootste, de Salvator een luidwiel omdat er vanaf dat jaar elektrisch kon worden geluid. De andere klokken werden pas na 1932 elektrisch geluid. Magdalena en Libertus werden nooit met een elektra motor geluid. Iedere klok of een serie klokken had zijn eigen functie bij het luiden. In de huidige situatie worden ze alle 6 met een motor aangedreven.[2] Ze luiden met rechte assen. In 2011 is door de torenwachter Nick Vanhaute het gelui gerestaureerd waarbij het weer compleet luidbaar werd gemaakt, en waarbij sommige klokken van een nieuwe klepel zijn voorzien. Een deel van de luidklokken is in de loop der jaren alleen als basklok voor de beiaard in gebruik geweest maar kan nu ook weer luiden. Het dagelijks luiden van het Angelus gebeurt in de vieringtoren op het dak van de kathedraal. Het kleppen hierbij vooraf van 3 x 3 slagen, wordt in de toren gedaan. De basklokken van de oude beiaard dienen dus zowel als speelklokken dan wel als luidklokken.[3] boven de luidklokkenstoel werd in 1980 een betonen vloer gemaakt om de klokkenstoel van de oude beiaard op te plaatsen, inclusief het klavierhuis. Het instrument omvat samen met de luidklokken, 49 historische klokken. De oudste klok dateert uit 1480, terwijl de meeste klokken in 1674 gegoten zijn door Pieter Hemony in Amsterdam, als een van zijn laatste werkstukken. Vandaag wordt deze beiaard niet vaak meer met de hand bespeeld[4] de ruimte doet met de uurwerkkamer dan ook hoofdzakelijk dienst als museum. De oude Hemony-beiaard is beroemd geworden door Jef Denyn, Er bestaan enkele oude opnames van op 78 toerenplaten.[5] Jef Denyn was beiaardier, stichter en voormalig directeur van de beiaardschool van Mechelen aan het begin van de 20e eeuw. De Spoorwegen lieten speciale treinen rijden om mensen van heinde en ver naar Mechelen te brengen om deze kunstenaar te beluisteren op deze oude beiaard.
4. De Uurwerkkamer: dit is de ruimte waar een 16e-eeuws uurwerk met slagwerken voor het hele- en halve uur en een 18e-eeuwse speeltrommel van 1700 kg staan opgesteld. Deze speeltrommel wordt aangedreven door een half kanon gevuld met lood met een gewicht van 2000 kg. (trommelgewicht en de trommel zelf zijn gewogen in 2018) De gewichten voor zowel de speeltrommel als de uur- en slagwerken, worden tegenwoordig automatisch opgehesen. Vroeger was de torenwachter daar iedere dag zeker een half uur mee bezig om de vier zware gewichten handmatig omhoog te draaien. Het uurwerk bediende vroeger vier wijzerplaten met elk één wijzer op de vier zijden van de toren. Door een Duitse beschieting tijdens de Eerste Wereldoorlog werden de wijzerplaten zwaar beschadigd en in 1963 zijn de roestige resten verwijderd tijdens de restauratie van de toren. De wijzerplaten hadden een diameter van 12 meter en waren de grootste in zijn soort ter wereld. (verder in dit artikel meer informatie over dit onderwerp) Torenwachter/uurwerkmaker Nick Vanhaute restaureerde de uur- en slagwerken die sindsdien perfect functioneren. Jaarlijks wordt de speeltrommel (het automatische speelwerk in gebruik sinds 12 november 1736) 'verstoken' (van nieuwe melodieën voorzien) in de stille week voor Pasen. Dit wordt door een beiaardier gedaan in samenwerking met de torenwachter. Het is een paar dagen werk, en er gaat ook veel werk aan vooraf. Zo moet er een arrangement voor het versteek worden gemaakt door een gekwalificeerde beiaardier. Ook oude genoteerde versteken uit het archief van onder andere Jef Denyn (1862-1941) en Staf Nees (1901-1965) worden door hun uitstekende kwaliteit weer gebruikt om op de trommel te plaatsen. In 2018/2019 werd de speeltrommel gerestaureerd. Op 12 november 2019 werd hij feestelijk weer in gebruik genomen. Bij voorafgaand onderzoek werd enorme slijtage ontdekt aan de lagers en na demontage ook van het niet originele trommelklavier wat in 1952 was aangebracht. Het trommelklavier werd daarom door een nieuw gekopieerd klavier vervangen. Als voorbeeld diende het klavier van de speeltrommel in de Sint-Gummarustoren te Lier, die ook door Jan de Hondt werd vervaardigd. Zijn naam kwam tijdens deze restauratie in Mechelen bij het schoonmaken weer tevoorschijn. Door gedragsproblemen bij de levering in 1736 had men geprobeerd zijn naam er uit te vijlen. Dit was maar ten dele gelukt. Bij de ingebruikname op 12 november 2019 staat er op het hele uur een versteek waarvan het ruim 3 minuten durende fraaie arrangement voor het hele uurlied in 1958 werd vervaardigd door Staf Nees.[6] Het halve uur is de Rubensmars met beiaardlied van Peter Benoit (1834-1901) Voor advies bij de werkzaamheden aan de speeltrommel werd de campanoloog Gideon Bodden (1971) ingeschakeld. Hij is ook stadsbeiaardier van o.a. Amsterdam, en laureaat van het Fabiola concours (1993). De oude beiaard heeft zowel hamers voor de speeltrommel als een stokkenklavier dat de klepels in de klokken bedient. Er zijn meestal meerdere hamers aanwezig op een klok om toon repetitie te kunnen maken. Als de speeltrommel in werking is, speelt deze iedere zeven en halve minuut, dus acht keer per uur. Hij speelt dan de melodie die bij dat tijdstip hoort. Bijzonder in Mechelen is dat ook op de "halve kwartieren" wordt gespeeld, namelijk de Mechels halfkes. Het was in Mechelen gebruikelijk dit het hele etmaal te laten plaatsvinden. Maar door klachten uit de bevolking heeft het stadsbestuur er voor gekozen de speeltrommel in de nacht te laten zwijgen.
5. De Beiaardkamer: dit is een niveau waar in de jaren 80 ook een betonnen vloer werd gestort om de nieuwe beiaard op te plaatsen. Deze nieuwe concert-beiaard bestaat uit 49 klokken en is in 1981 gegoten door Eijsbouts te Asten in Nederland. Op de klokken staat de naam van André Lehr (1929-2007) de beroemde campanoloog van deze klokkengieterij. Deze nieuwe beiaard was voorheen voorzien van elektromagnetische hamers voor automatisch spel aangestuurd door een ponsband, die sinds de her-ingebruikname van de speeltrommel voor de historische beiaard, niet meer gebruikt wordt. De nieuwe beiaard wordt dus thans alleen met de hand bespeeld op een stokkenklavier. Regelmatig zijn er leerlingen van de beiaardschool op de klokken aan het oefenen overdag.[7]
6. De Askelder: helemaal bovenaan, maar dit is dan ook de kelder van de nooit gebouwde spits. Hier werd de mortel ("assche") voor de verdere bouw opgeslagen.
7. De SkyWalk van de toren werd in 2009 aangepast voor interactieve bezoeken die vanaf dat jaar mogelijk waren. Daarbij werd boven op de toren een glazen uitkijkpunt geplaatst. Bij helder weer kan men vanaf hier in het noorden de Onze Lieve Vrouwe Kathedraal van Antwerpen zien, en in het zuiden het Atomium van Brussel.

### Afwerking van de toren
Een student aan de toenmalige School voor technisch ingenieurs De Nayer onderzocht in de jaren zeventig of de toren nog kon worden afgebouwd. Hij kwam tot de conclusie dat de spits er wel op zou kunnen komen, ondanks hoge druk op het metselwerk bij hevige wind. Destijds zou er een druk zijn van 6,5 kg/cm² op de ondergrond; met de spits zou die stijgen tot amper 7,5 kg/cm², terwijl de ondergrond tot 13 kg/cm² zou kunnen verdragen. Recente diverse graafwerken in de buurt toonden aan dat dit een zand- en geen minder betrouwbare moerasgrond was.

### Wijzerplaten
In de 18e eeuw werden er wijzerplaten bevestigd aan de toren met een diameter van 12 meter, dat waren toen de grootste ter wereld. In de Eerste Wereldoorlog werden deze beschadigd door gevechten met de Duitsers. De wijzerplaten raakten daarna door roest in verval en werden in 1963 tijdens de torenrestauratie verwijderd.
Op zondag 5 oktober 2014 werd in Mechelen een referendum gehouden met de vraag of de 18e-eeuwse wijzerplaten weer aan de Sint-Romboutstoren bevestigd moesten worden of niet. Inwoners van Mechelen die 16 jaar of ouder waren, konden hun stem uitbrengen. In totaal brachten 5974 inwoners hun stem uit; 3230 (54,06%) stemden tegen, 2667 (44,64%) voor en 77 (1,28 procent) onthielden zich van stemming. Het referendum was bindend tijdens de toen lopende legislatuur, dus tot eind 2018.

### Beroemdheden die de toren beklommen

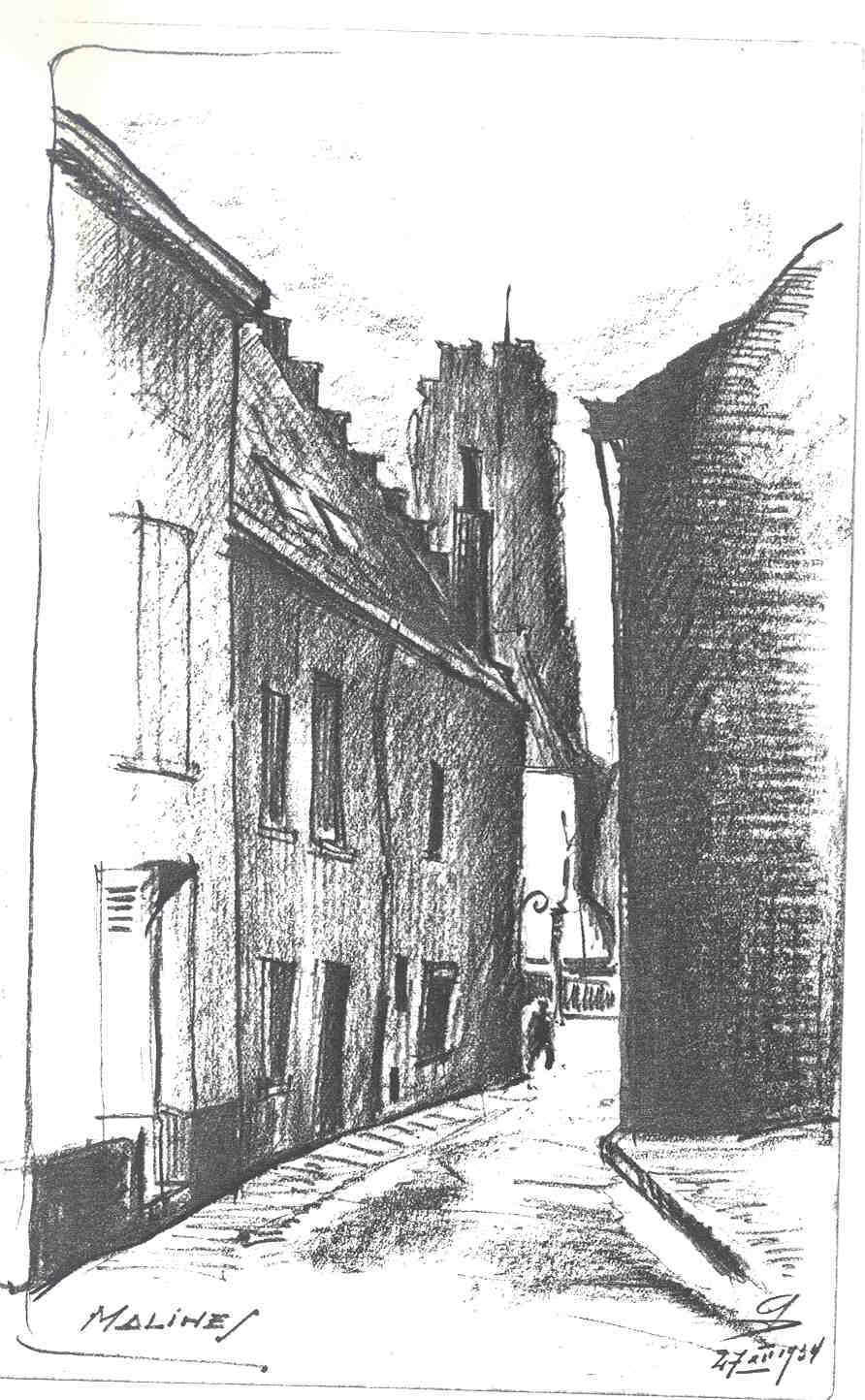
Mechelen, de toren van de Sint-Romboutskathedraal, tekening van Léon van Dievoet, 1934 (Verzameling Museum Hof van Busleyden).

- Lodewijk XV op 15 mei 1745 (oorlogsdoeleinde)
- Napoleon Bonaparte in 1803 (bezoek)
- Koning Albert I op 25 augustus 1914 circa 7.30 uur (oorlogsdoeleinde)
- Koning Boudewijn, samen met koningin Fabiola, bij opening nieuwe trap in 1981

## Galerij

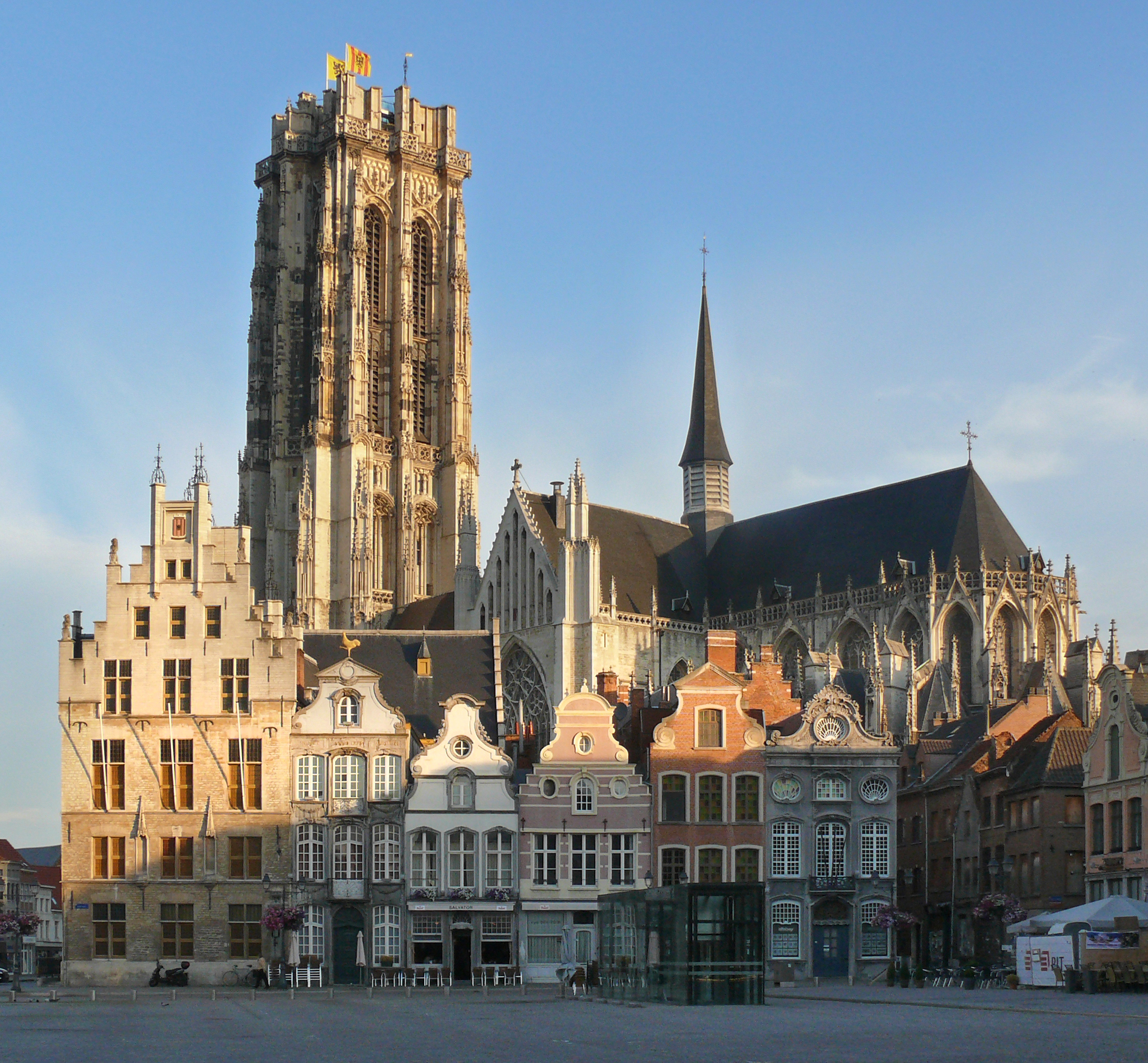
De toren en kathedraal gezien vanaf de Grote Markt.
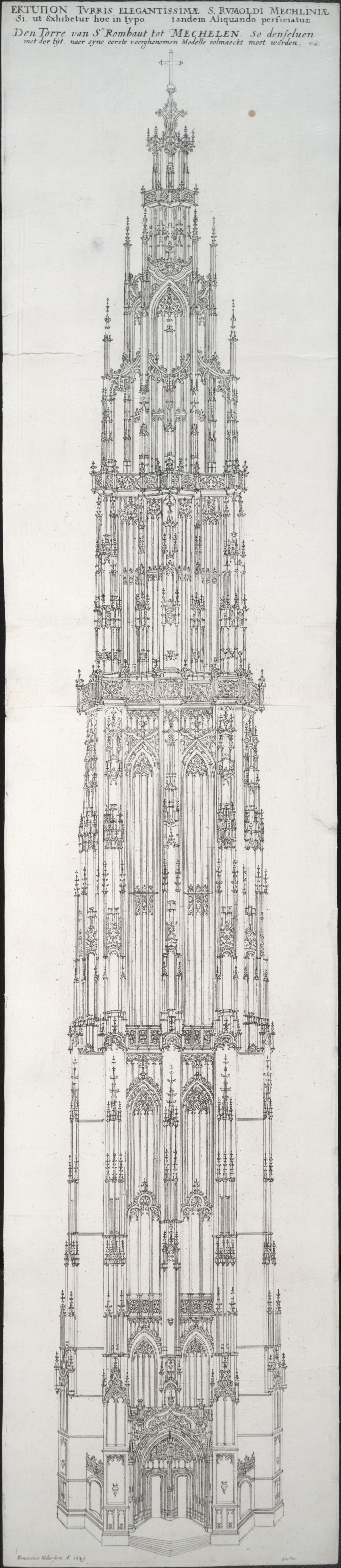
Ontwerp voor de toren getekend in 1649 door Wenceslas Hollar
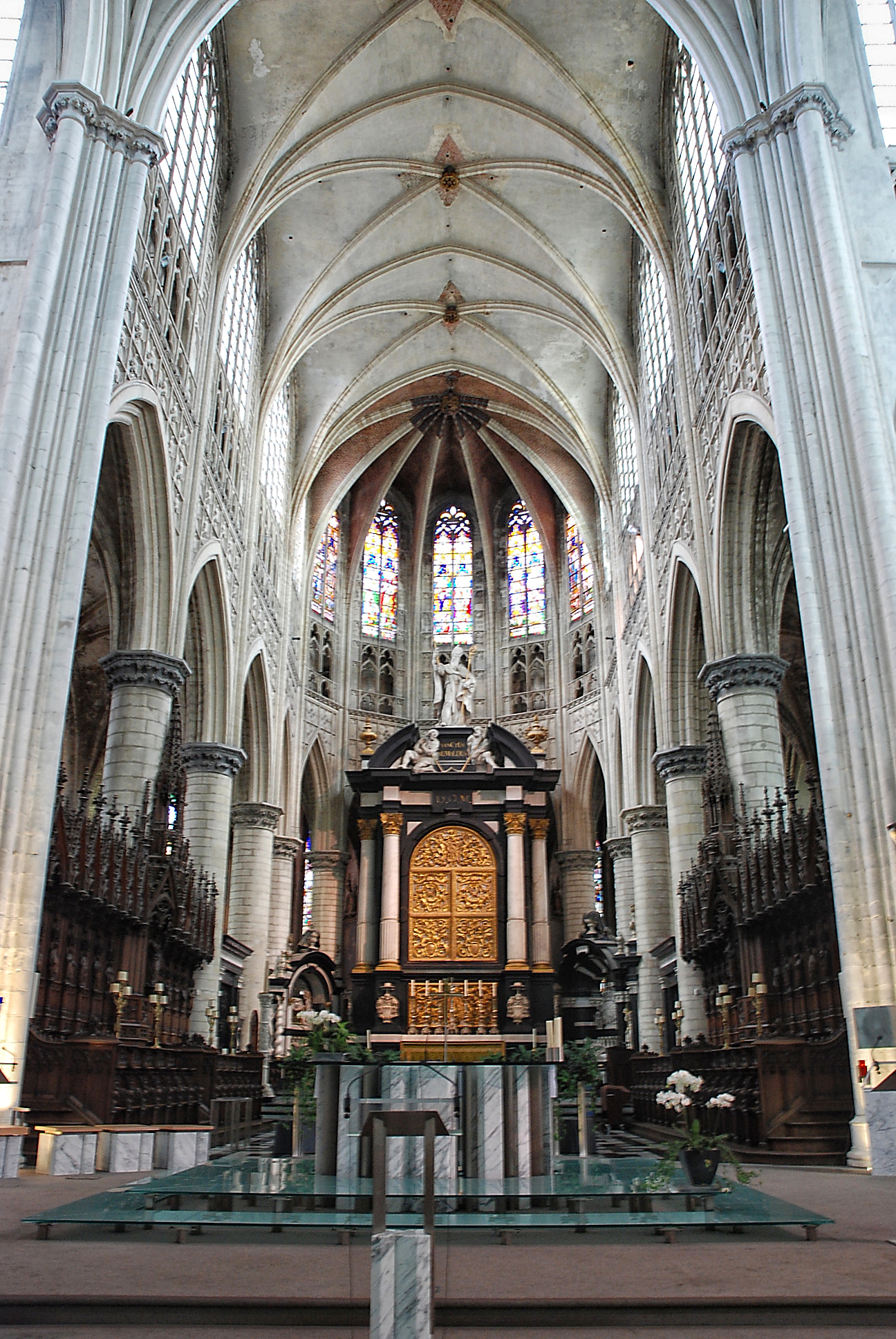
Het hoogkoor
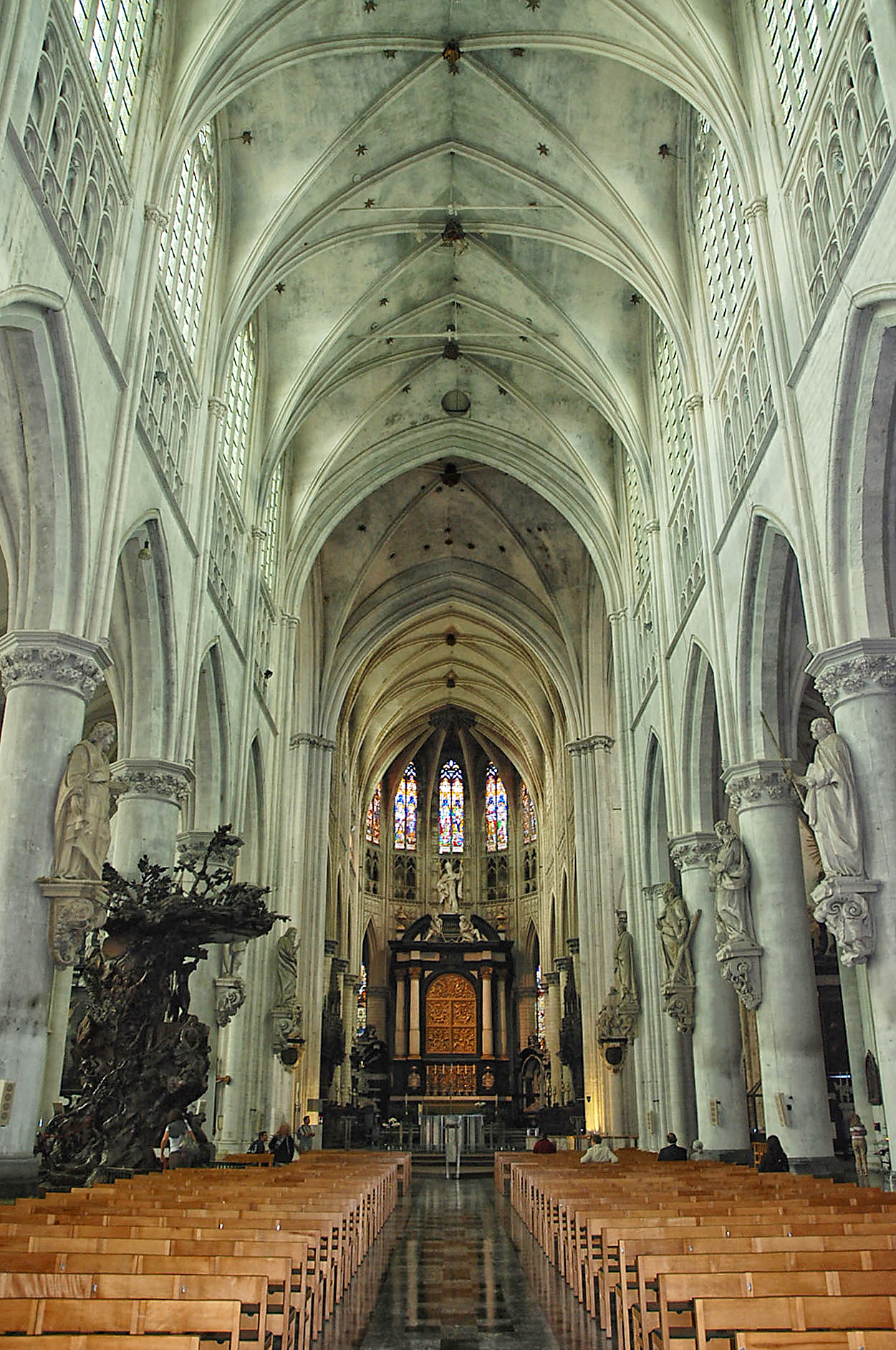
Het interieur
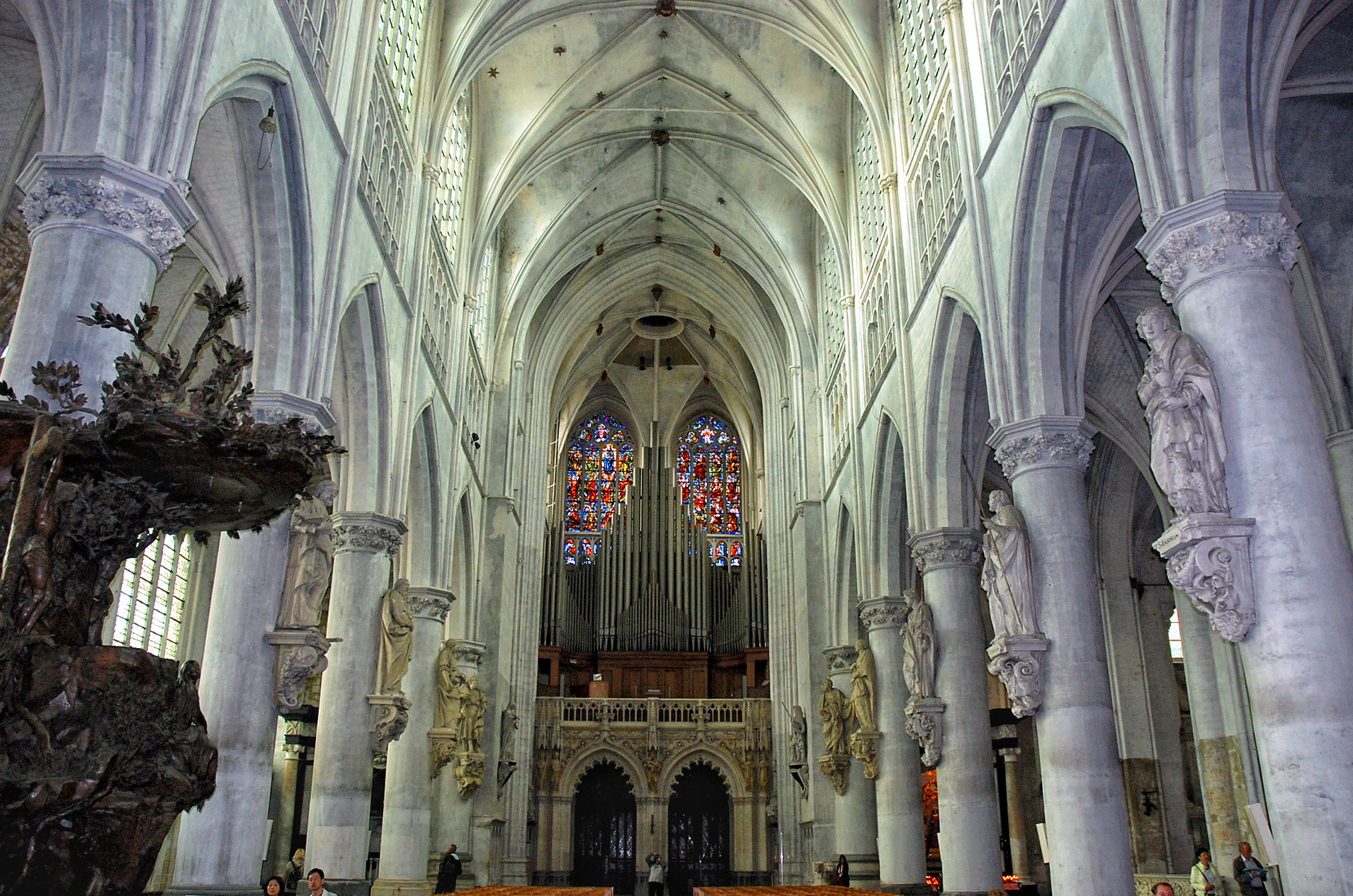
Het interieur met orgel
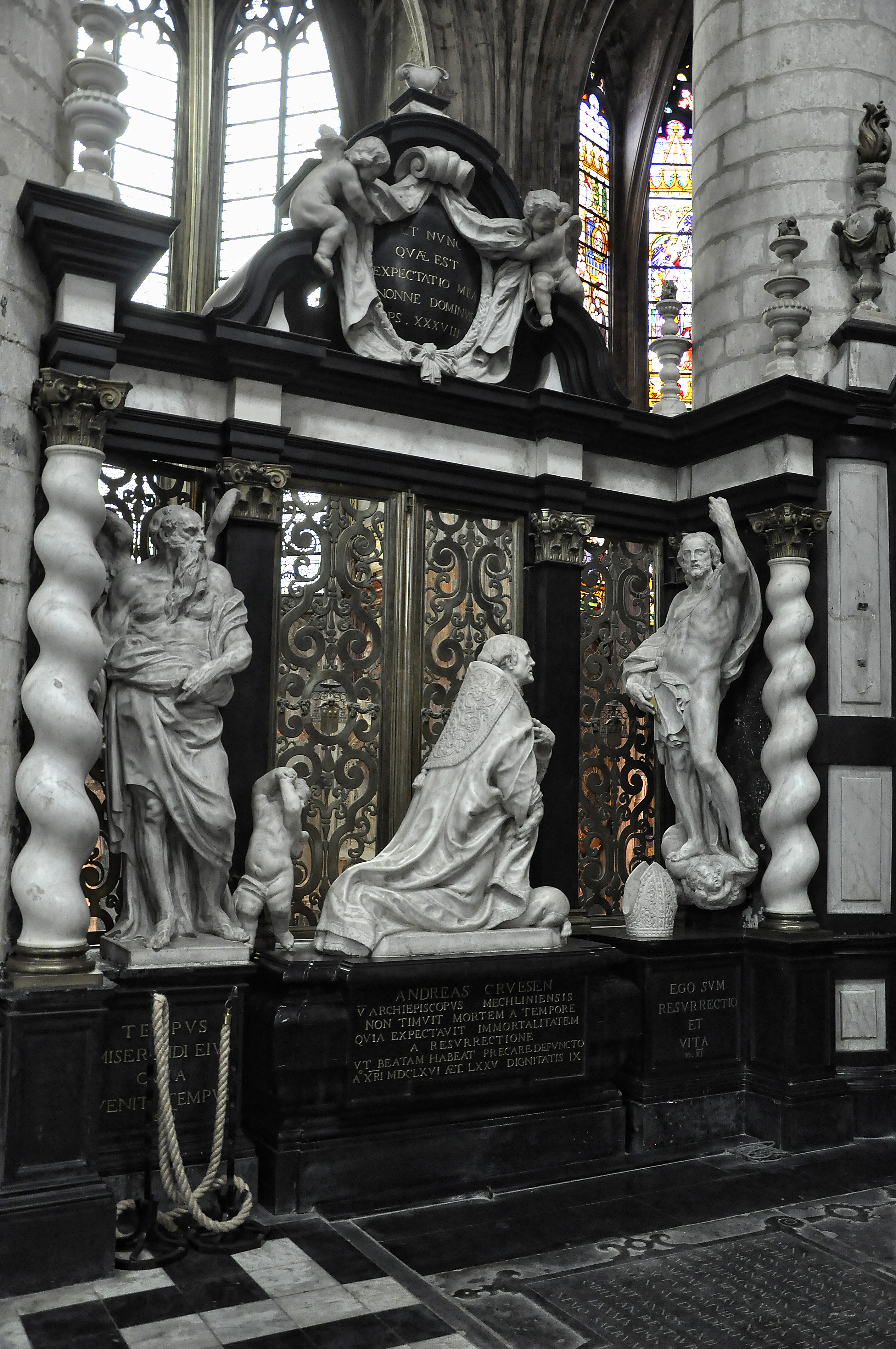
Het grafmonument van aartsbisschop Andreas Creusen
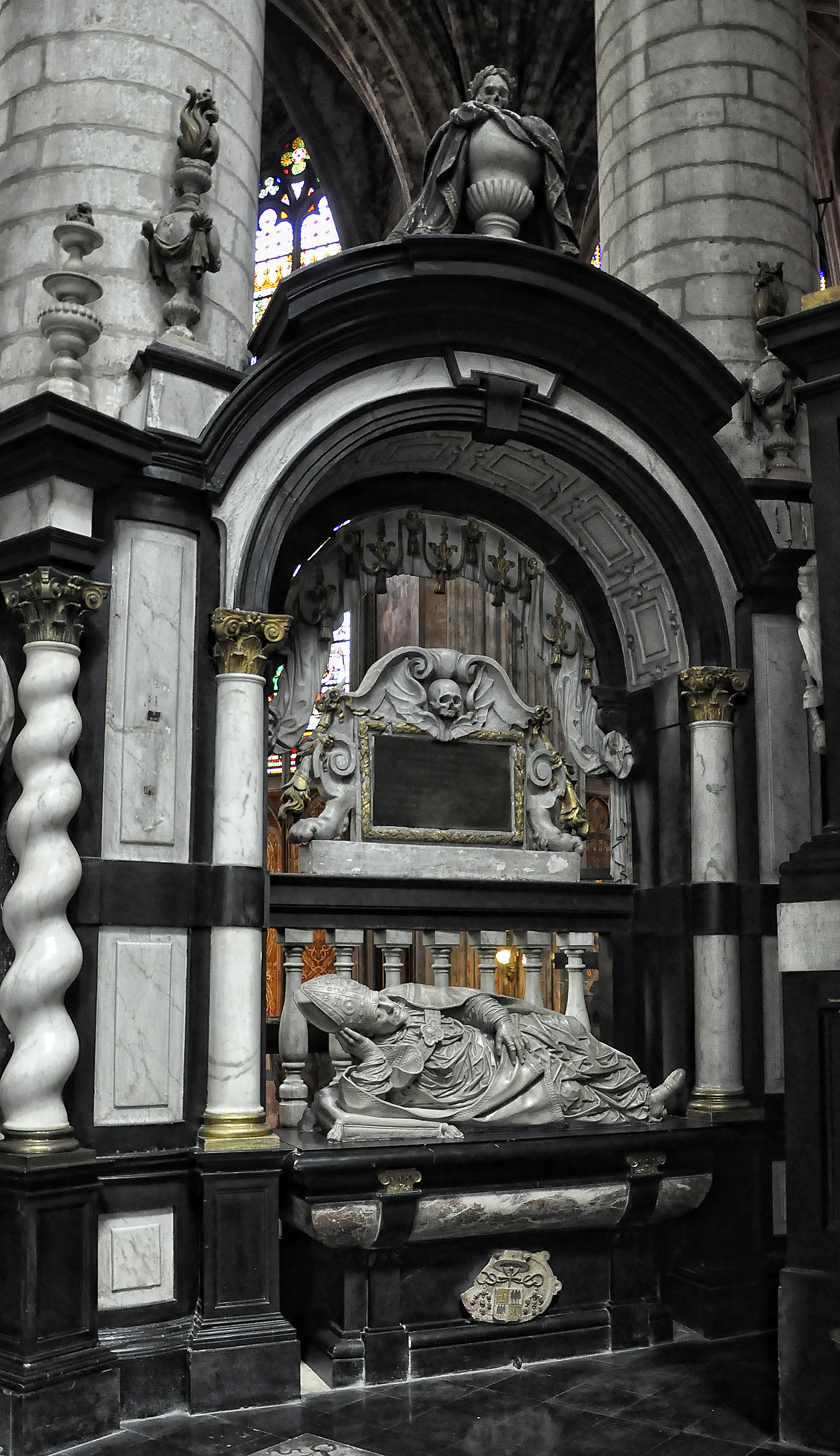
Het grafmonument van aartsbisschop Matthias Hovius
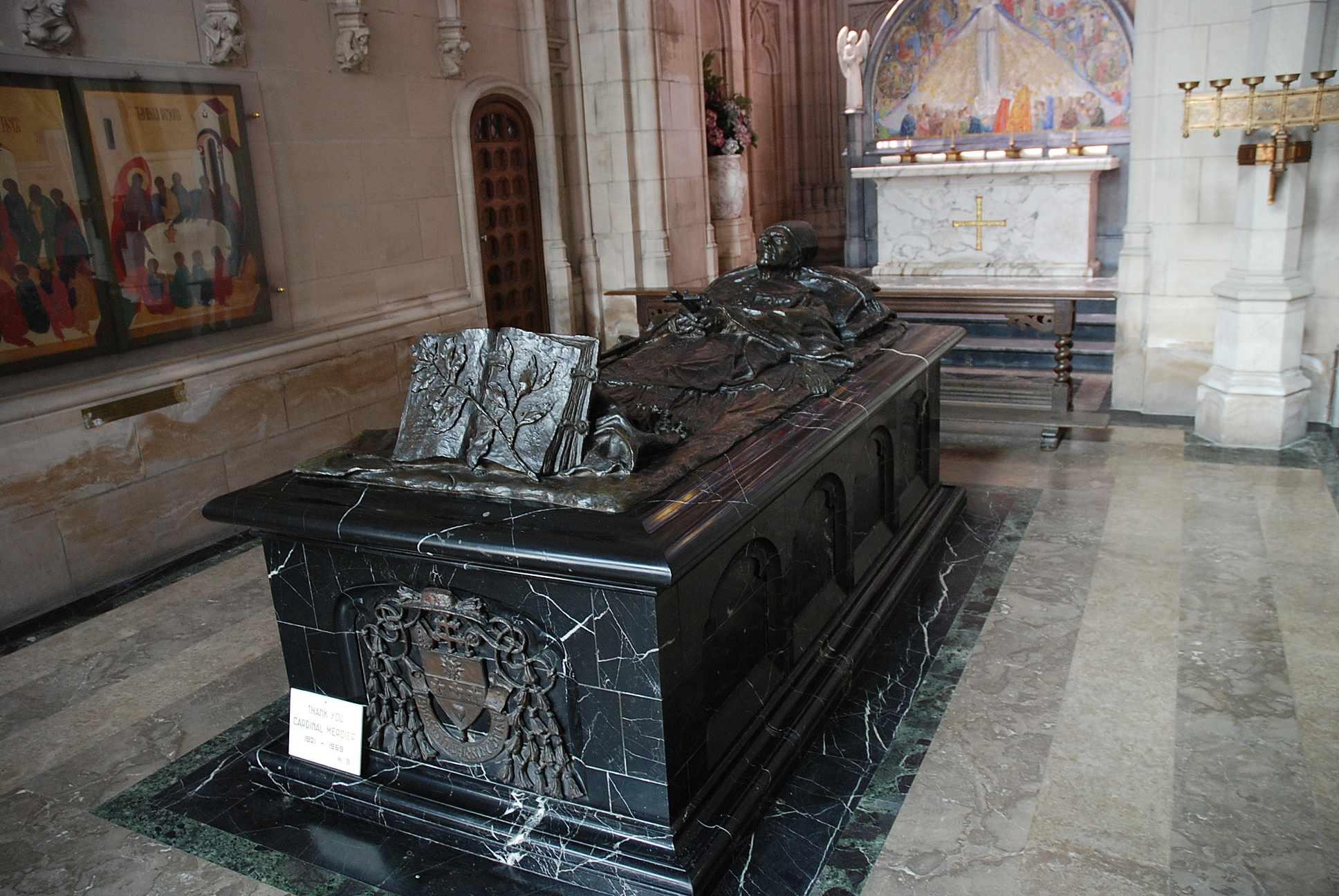
Het grafmonument van kardinaal Désiré-Joseph Mercier
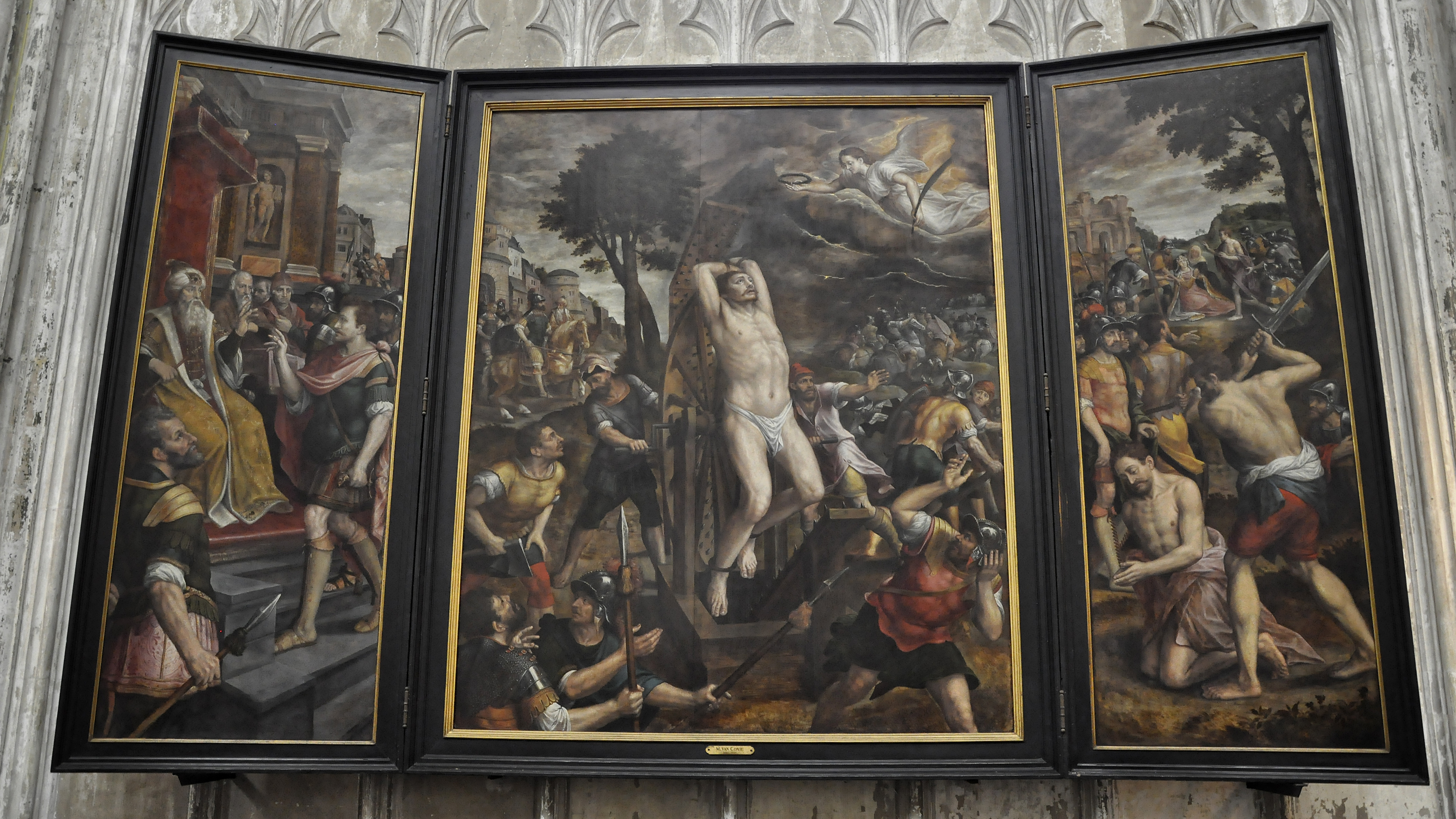
De marteling van Sint-Joris van Michiel Coxie
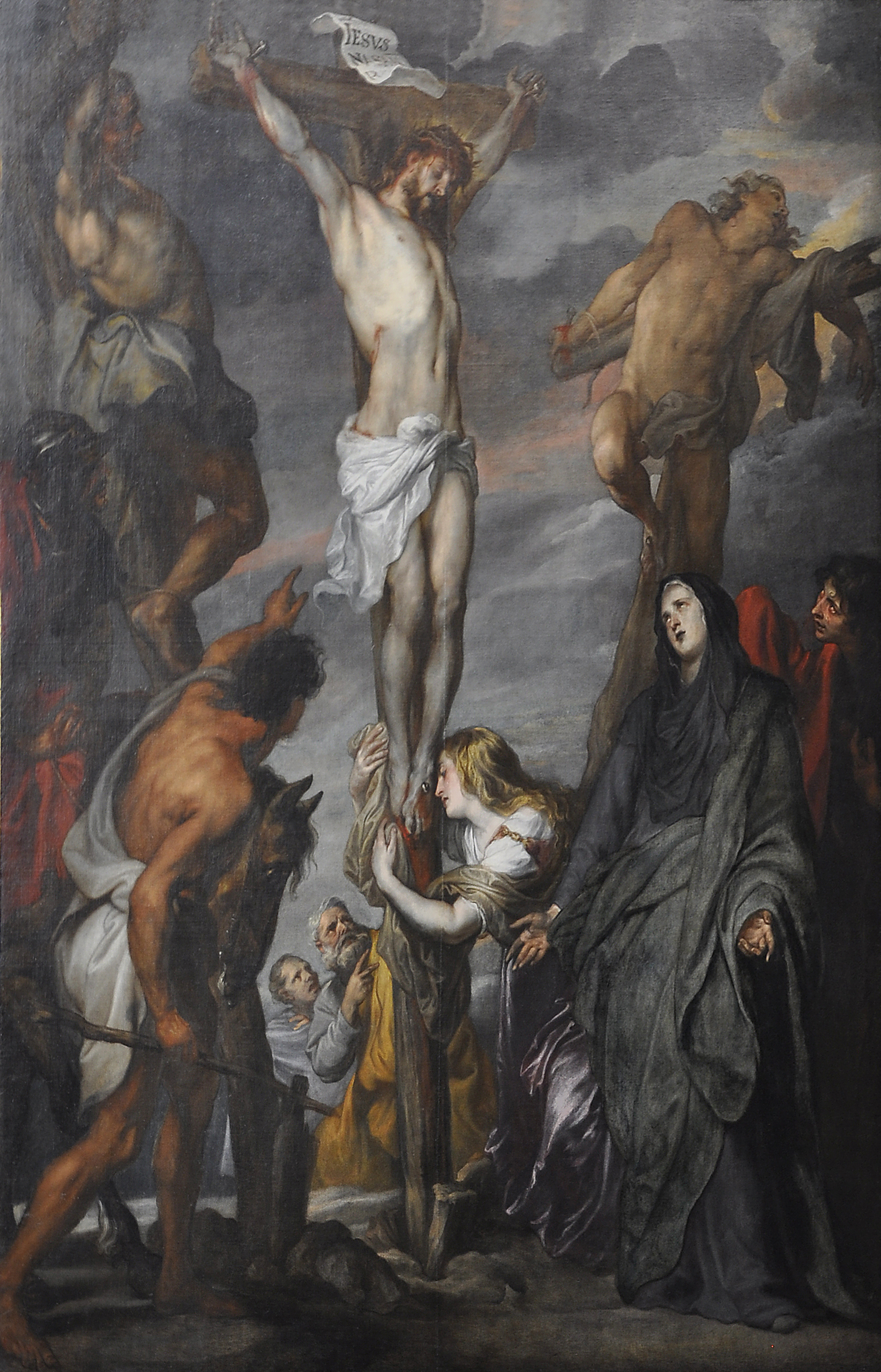
Christus aan het kruis van Antoon van Dyck
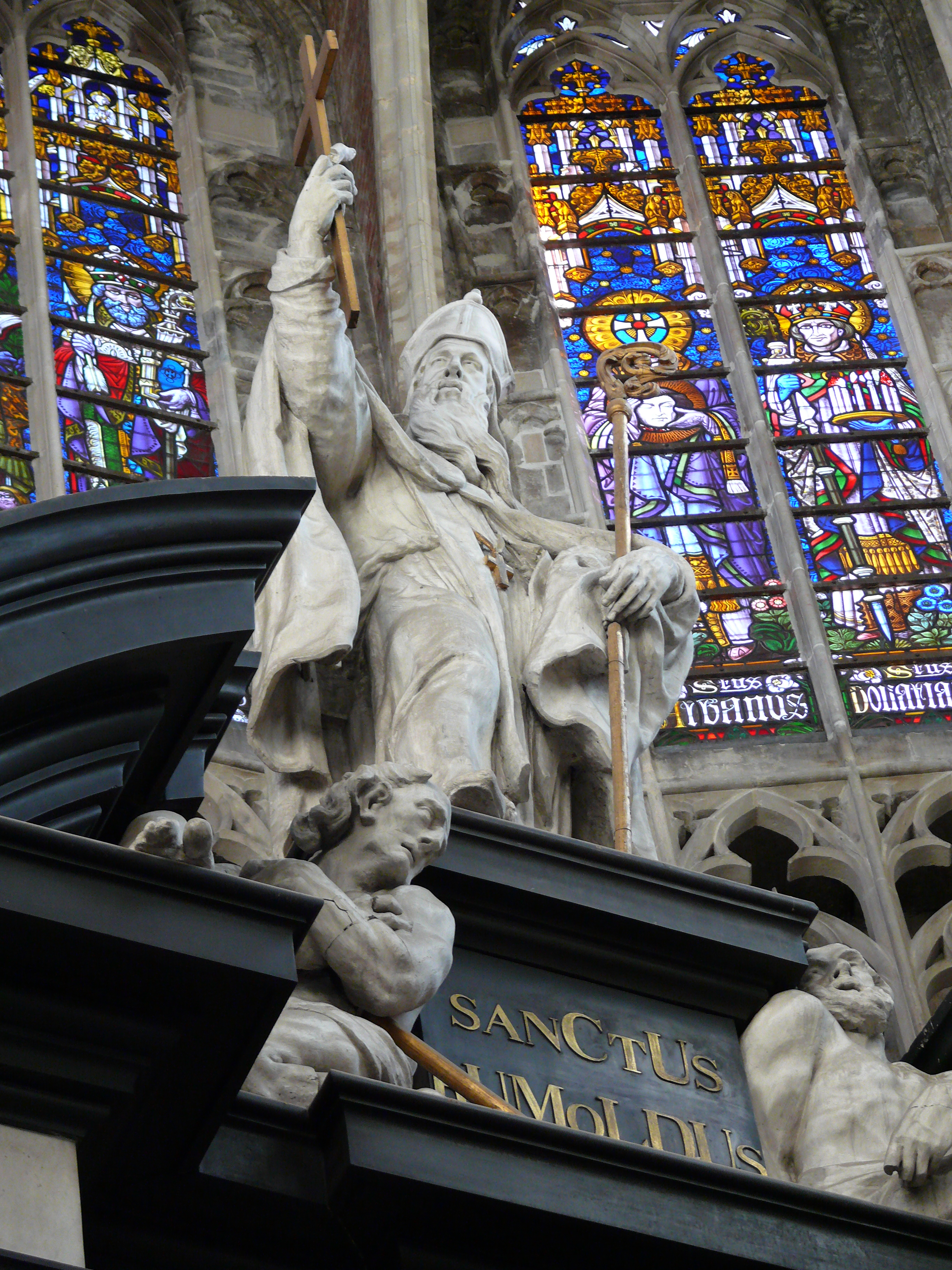
Beeld van Sint-Rombout in de kathedraal gemaakt door Lucas Faydherbe.

## Wetenswaardigheden
- De toren staat niet op ezel- of koeienvellen zoals soms wel wordt beweerd, maar staat op een fundering in de vorm van een gewelf.
- Op zondag 12 oktober 2003 liet de Familievereniging Scone Jhan door E.H. Van den Bossche een nieuw Mariabeeld zegenen en inhuldigen in de Schoonjans-kapel, die in de eerste helft van de 15e eeuw door ene Jan Scoenejans gesticht werd.

## Enkele afmetingen
- De grootste lengte bedraagt 118 meter
- De lengte van het dwarsschip bedraagt 41,20 meter
- De gewelfhoogte in het middenschip bedraagt 29 meter
- De middenbeuk van het koor is 13,30 meter breed
- De totale oppervlakte bedraagt 3870 vierkante meter
- De toren is 97,28 meter hoog
- De toren heeft welgeteld 538 treden.